# 柯象峰
柯象峰（1900年—1983年），安徽贵池池州镇人，中國社會學家與教育家。

## 生平
柯象峰1900年出生于安徽省貴池縣一個清貧的讀書人家。1912年，當時十二歲的柯象峰只身前往南京參加考試，後考入金陵中學就讀。
1918年，柯象峰升入金陵大學就讀于文學院經濟系。1927年他獲得出國深造的機會，前往法國里昂大學攻讀社會經濟學，獲得博士學位。之後轉往英國倫敦大學擔任研究員，並繼續專攻社會學。
1931年，柯象峰回到南京金陵大學任教，率先在南方建立了社會學系，并受聘主持教務工作。1937年抗日戰爭爆發，學校西遷至四川成都。1939年根據當時教育部指令，各大學須改組行政機搆－分設教務處、總務處與訓導處，由柯象峰出任該校教務長。在抗日戰爭勝利後，金陵大學在1946年遷回南京原校址。
1947年，柯象峰應邀赴英國講學。1948年前往美國普林斯頓大學講學，此時曾留聘他任該校教授，但柯象峰婉拒之後毅然回到中國。1951年金陵大學与金陵女子大學文理學院合并爲公立金陵大學，兩校合并後的社會學系仍由柯象峰擔任系主任。1952年全國高等學院調整後，金陵大學与原中央大學合并爲南京大學，此時撤銷了社會學系，因此柯象峰停止了持续二十餘年的社會學研究工作，轉至外文系教授英語。
文化大革命後，南京大學在經濟系建立了「人口研究室」，他才再度回歸其專業的研究工作。不久之後，教育單位恢復了社會學的重建工作，費孝通教授曾專程到南京拜訪柯象峰教授，商議在南方恢復建立社會學系的問題，但此時柯老已經年過八旬，已是心有餘而力不足。

## 著作
1980年代初，在恢復和重建社會學系以後，已是年邁的柯象峰應國務院之約，撰寫了《中國人口及其分布》、《人口都市化》（發表于《中國大百科》等論著，并領銜翻譯了《歐文選集》，由商務印書館出版發行。